# Судебный минимализм
Судебный минимализм (англ. Judicial minimalism) — философия конституционного права Соединенных Штатов, которая позиционирует себя как политически умеренная точка зрения, такая как точка зрения судьи в отставке Сандры Дэй О'Коннор. Её часто сравнивают с другими юридическими философиями, такими как судебный активизм, судебный оригинализм и судебный текстуализм. Судебный минимализм основывается на ограниченном методе принятия решений, разработанном Эдмундом Берком .

## Минималистская точка зрения
Минималисты предлагают очень ограниченные толкования Конституционного закона для конкретных случаев в качестве альтернативы тому, что они считают крайностями экстремистов с обеих сторон. Они считают, что стабильный конституционный закон отвечает всеобщим интересам, и придают большое значение концепции прецедента и принятия решения . Они утверждают, что только очень небольшие толкования, оторванные от прецедента, узко применяемые и основанные на общем направлении общества, могут представлять собой истинную судебную сдержанность, а не какую-либо оригиналистическую или строгую конструкционистскую точку зрения (в отличие от консерваторов), при этом допуская «Живую Конституцию» (хотя и с гораздо более медленной адаптацией, чем хотелось бы многим либералам). В зависимости от конкретных предпочтений минималистов, минималист в суде, скорее всего, будет либо очень медленно поддерживать, либо устранять прецеденты абортов, а не провозглашать постоянный запрет или легализацию абортов конституционными постановлениями.
Минималисты часто называют судью Сандру Дэй О'Коннор своим идеальным судьей.  В совпадающем мнении по делу Верховного суда 2011 года НАСА против Нельсона, судья Антонин Скалиа высмеивал минимализм как «никогда не говори никогда, который наносит ущерб по нескольким причинам».  Судья Сэмюэл Алито, писавший от имени большинства, защищал минималистский подход Суда, решившего «решить рассматриваемое нами дело и оставить более широкие вопросы на другой день».
Считается, что главный судья Джон Робертс в своих решениях придерживался подхода судебного минимализма,  заявляя: «если нет необходимости принимать дополнительные решения по делу, то, на мой взгляд, необходимо не решать больше по этому делу».

## Резюме и жалобы на «судебный экстремизм»
Эта точка зрения, во многом связанная с Кассом Р. Санстейном, критикует более консервативную позицию судебного оригинализма как замаскированный судебный активизм. Минималисты считают, что правильное применение оригинальной теории приведет к созданию системы конституционного права, в которой современные социальные стандарты будут игнорироваться в пользу устаревших мнений отцов-основателей США, вероятно, включая их взгляды на гендерное равенство, расизм, и другие вещи, которые современное общество сочло бы нежелательными. Минималисты утверждают, что консерваторы, придерживающиеся оригинальности, вероятно, будут игнорировать прецеденты там, где это удобно для консервативных политических целей. Минималисты также критикуют традиционную либеральную судебную деятельность как чрезмерно экспансивную и игнорирующую прецеденты, когда это удобно для либеральных политических целей.